# Zygophyllum gilfillani
Zygophyllum gilfillani är en pockenholtsväxtart som beskrevs av N. E. Brown. Zygophyllum gilfillani ingår i släktet Zygophyllum och familjen pockenholtsväxter. Inga underarter finns listade i Catalogue of Life.